# HMS 허미즈 (95)
HMS 허미즈 (95)는 영국 해군이 1919년 건조한 세계 최초의 항공모함이다. 만재배수량 13,900톤에 프로펠러기 20대를 탑재했다.

## 세계 최초의 항공모함
기존의 선박을 항공모함으로 개조한 경우는 있었으나, 처음부터 항공모함으로 설계, 건조된 것은 허미즈함이 세계 최초이다. 제1차 세계 대전이 끝나기 전인 1918년 착공하여 1919년 진수하였다. 그러나 문제점이 지적되어 개량을 하였기 때문에, 제1차 세계 대전이 끝난 후인 1924년에서야 실전배치되었다. 허미즈함은 세계 최초로 건조된 항공모함이다.

## 격침

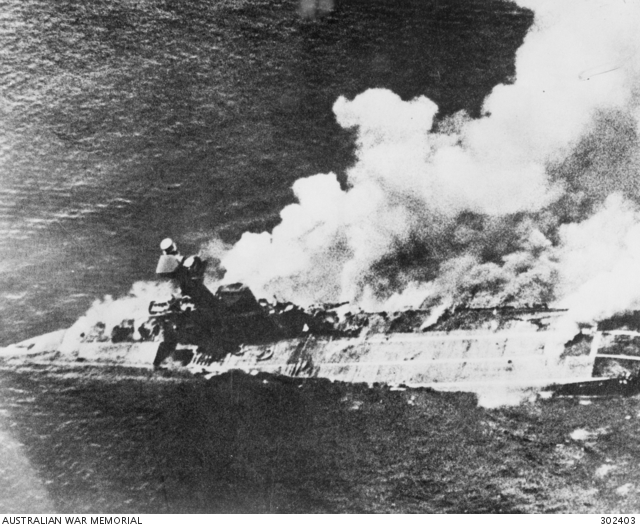
침몰 중인 허미즈함

허미즈함은 제2차 세계 대전 당시 인도양에서 일본 제국 해군 함재기 아이치 D3A 급강하 폭격기 32대의 공격을 받고 1942년 4월 9일 침몰했다. 아이치 D3A 급강하 폭격기는 많은 적군함을 침몰시켰는데, 항공모함은 허미즈함이 유일하다. 온슬로우 함장과 307명의 승무원이 전사했다.

## 동시대의 항공모함
영국 해군은 허미즈함만이 아니라 다른 항공모함도 건조해 사용했다. 허미즈함과 동시대에 사용된 항공모함은 다음과 같다.
- HMS 허미즈 (95), 실전배치 1924년, 만재배수량 13,900톤, 프로펠러기 20대
- HMS 아거스 (I49), 실전배치 1918년, 만재배수량 16,028톤, 프로펠러기 20대
- HMS 이글 (1918), 실전배치 1924년, 만재배수량 22,000톤, 프로펠러기 30대